# 吳嘉賓
吳嘉賓（1803年—1864年），字子序，江西南豐縣人。清朝政治人物。

## 生平
道光十八年（1838年）戊戌科進士。選翰林院庶吉士，散館授編修。後陣亡，朝廷追贈世職。著有《求自得之室文鈔》。

## 延伸阅读
[在维基数据编辑]
 《清史稿·卷480》，出自趙爾巽《清史稿》